# Ostwaldvergroving
Ostwaldvergroving of ostwaldrijping (Engels: Ostwald ripening, Duits: Ostwald-Reifung) is het proces waarbij vaste deeltjes in een suspensie (colloïden in een vloeistof) of vaste oplossing na verloop van tijd aangroeien tot steeds grotere deeltjes. Er ontstaan hierbij grotere kristallen of grotere vaste deeltjes waardoor de oplossing steeds inhomogener wordt. Het proces kan ook plaatsvinden in emulsies, waarbij steeds grotere druppels ontstaan. Dit proces werd in 1896 door Wilhelm Ostwald voor het eerst beschreven.

## Suspensie

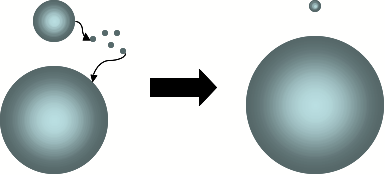
Een schematische weergave van Ostwaldvergroving

In een suspensie is meestal een klein deel van de stoffen toch opgelost (en de rest gesuspendeerd). Bij temperatuurfluctuaties kan een iets groter deel oplossen, wat bij lagere temperatuur weer zal neerslaan. Grotere deeltjes zijn energetisch voordeliger, omdat de moleculen aan het grensvlak minder stabiel zijn dan die in het midden van het deeltje. Daarom zullen kleine deeltjes gemakkelijker oplossen bij een iets hogere temperatuur en zal het neerslaan van deze moleculen vaker plaatsvinden op grotere deeltjes.
Het proces verloopt bovendien sneller als de deeltjesgrootteverdeling (polydispersiteit) breed is: hoe groter het verschil in afmetingen, hoe sneller de kleinste deeltjes verdwijnen en de grootste deeltjes aangroeien.

##### Gevolgen
- Als waterkristallen in (room)ijs aangroeien na bewaring in de vriezer (die ook een hysterese heeft), is dat te merken als een grovere structuur van het ijs met af en toe een voelbaar ijskristal.
- In de apotheek worden sommige drankjes niet als oplossing, maar als suspensie bereid. Deze drankjes kunnen na verloop van tijd ook grotere kristallen van het farmacon gaan bevatten. Zodoende kan de suspensie sneller uitzakken en daardoor lastiger te doseren zijn.
- Als pastis of ouzo gemengd wordt met water, komt de anijsolie uit de oplossing (te zien als een opalescente verkleuring tijdens het toevoegen van water). Deze olie zal na verloop van tijd ook steeds grotere druppels gaan vormen als gevolg van ostwaldvergroving.